# Gerhard Wilck
Gerhard Wilck (17. lipnja 1898. – 5. travnja 1985.) bio je njemački pukovnik i vojni zapovjednik u Drugom svjetskom ratu, poznat kao zapovjednik obrane u Bitci za Aachen u listopadu 1944.
Wilck je rođen u Löbau in Westpreußen, u današnjoj Poljskoj. Postao je pripadnik vojske 20. studenog 1916. kao član 21. pješačke pukovnije u Prvom svjetskom ratu. Ratovao je na Zapadnom bojištu.
U bojnika je promaknut 27. kolovoza 1939. i imenovan je zapovjednikom 16. pješačke pričuvne bojne. Od 10. ožujka 1940. do 10. kolovoza 1941. bio je zapovjednik 2. bojne 362. pješačke pukovnije, a potpukovnikom je imenovan 1. srpnja 1940. Zapovjednik 362. grenadirske pukovnije bio je od 9. listopada 1941. do 30. rujna 1943, a u to vrijeme je, 1. travnja 1942., promaknut u pukovnika. Od 25. studenog 1943. do 25. srpnja 1944. bio je zapovjednik 913. grenadirske pukovnije, a od 1. rujna 1944. do 21. listopada 1944. bio je zapovjednik 246. narodne grenadirske divizije. Zapovjednikom obrane Aachena imenovan je 2. listopada 1944., a grad je predao američkoj vojsci 21. listopada 1944., otkada se nalazi u američkom ratnom zarobljeništvu. U predaju je otišao zajedno s 3473 vojnika. U zarobljeništvu je bio u časničkom zarobljeničkom logoru Trent Park u Engleskoj od 26. listopada 1944. do 31. ožujka 1945.